# 순복음대학원대학교
순복음대학원대학교는 서울특별시 관악구에 있는 사립 대학원대학이다.

## 연혁
- 2005년 3월 1일 : 개교